# 船出
船出（ふなで）は、兵庫県尼崎市にある町丁。丁目はない。郵便番号は660-0846。

## 概要
この地は元々近畿2府4県、168市町村から発生する廃棄物を処分するために、大阪湾に海面埋立処分場を整備する「大阪湾フェニックス計画」の1期事業として整備された「尼崎沖埋立処分場」だった。1987年（昭和62年）11月に着工し、1990年（平成2年）1月に完成、廃棄物の受入れが開始された。受入対象廃棄物は、一般廃棄物、産業廃棄物、陸上残土、浚渫土砂であった。
2010年（平成22年）、町名選考委員会において区域の町名が選考され、「世界への船出、先端技術開拓への船出など、尼崎市の新しい出発を表し、未来と港がイメージできる。」との理由で「船出（ふなで）」に決定した。同年3月19日に尼崎市東海岸町40番から50番を同市船出へ町名を変更、2012年（平成24年）と2013年（平成25年）には、処分場のうち埋立工事が竣功した箇所が段階的に編入された。
埋め立てが進んだことから2001年（平成13年）度末をもって一般廃棄物、産業廃棄物の受入が終了し、2021年（令和3年）3月31日に浚渫土砂、同年5月31日には陸上残土の受入も終了し、全ての廃棄物の受入れが終了した。

## 地理
北は東海岸町に隣接する。東・西・南は海に隣接している。

## 交通

### 鉄道
鉄道は走っていない。

### バス
阪神バス含め走っていない。最寄りの停留所は東海岸町にあるクリーンセンター第2工場停留所である。

## 校区
出典:
| 区域 | 小学校     | 中学校     |
| ---- | ---------- | ---------- |
| 全域 | 明城小学校 | 成良中学校 |

## 施設
- 尼崎のびのび公園
- 尼崎万博P&R駐車場 - 2025年日本国際博覧会（大阪・関西万博）来場者向け駐車場。万博会場までシャトルバスで結ばれている[10]。